# Foissac (Aveyron)
Foissac település Franciaországban, Aveyron megyében. Lakosainak száma 470 fő (2022. január 1.). Foissac Balaguier-d’Olt, Montsalès, Causse-et-Diège és Villeneuve községekkel határos.

## Népesség
A település népességének változása:
| Lakosok száma | 275  | 320  | 319  | 403  | 447  | 455  | 476  | 488  | 487  | 470  |
|               | 1968 | 1982 | 1990 | 2006 | 2013 | 2015 | 2017 | 2019 | 2020 | 2022 |